# Cedillo de la Torre
Cedillo de la Torre es un municipio y localidad española de la provincia de Segovia, en la comunidad autónoma de Castilla y León. El término municipal tiene una población de 81 habitantes (INE 2024).

## Geografía

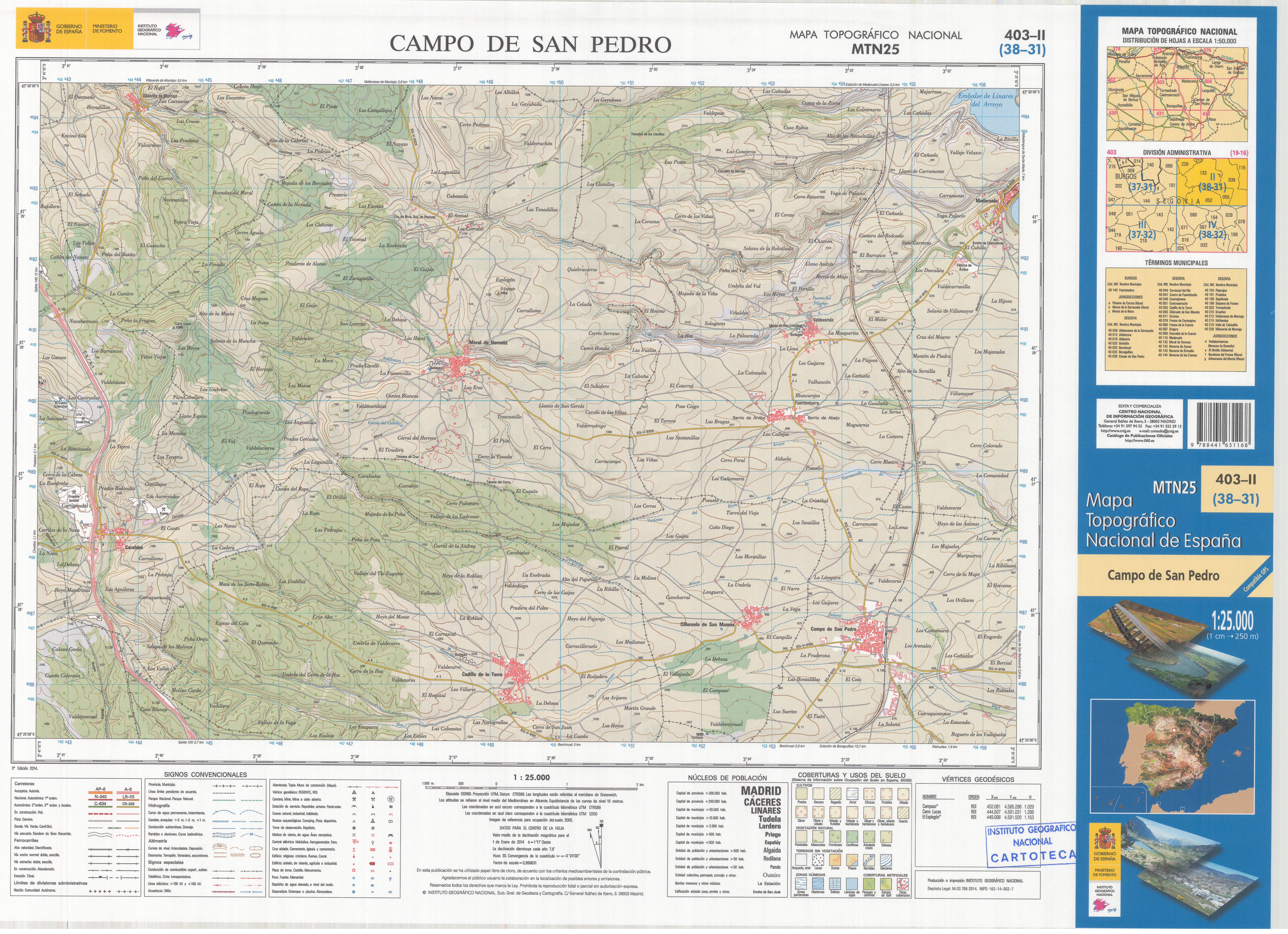
Fragmento de la hoja 403 del Mapa Topográfico Nacional de España de 2014 en el que se representa parte de Cedillo de la Torre

Geográficamente está en las estribaciones de la Sierra de Pradales. Gran parte de su término municipal es monte bajo de encina y alguna mata de enebros. El municipio tiene una superficie de 23,74 km².
| Noroeste: Moral de Hornuez    | Norte: Cilleruelo de San Mamés      | Noreste: Cilleruelo de San Mamés |
| Oeste: Carabias               |                                     | Este: Cilleruelo de San Mamés    |
| Suroeste: Fresno de la Fuente | Sur: Fresno de la Fuente, Pajarejos | Sureste: Bercimuel               |

## Historia
Estuvo integrada en la comunidad de villa y tierra de Maderuelo.

## Demografía
Cuenta con una población de 81 habitantes (INE 2024).
| Gráfica de evolución demográfica de Cedillo de la Torre entre 1842 y 2021                                             |
| |
| Población de derecho según los censos de población del INE. Población de hecho según los censos de población del INE. |

## Economía
La agricultura y ganadería han sido las actividades a las que tradicionalmente se han dedicado los habitantes de este municipio.

## Administración y política
| Periodo   | Nombre                    | Partido | Partido   |
| --------- | ------------------------- | ------- | --------- |
| 1979-1983 | Mamerto de Frutos López   |         | PSOE      |
| 1983-1987 | Pedro López González      |         | AP-PDP-UL |
| 1987-1991 | Pedro Tomé Tomé           |         | PDP       |
| 1991-1995 | Pedro Tomé Tomé           |         | PP        |
| 1995-1999 | Pedro Tomé Tomé           |         | PP        |
| 1999-2003 | Fernando García Moreno    |         | PSOE      |
| 2003-2007 | Fernando García Moreno    |         | PP        |
| 2007-2011 | Fernando García Moreno    |         | PP        |
| 2011-2015 | Fernando García Moreno    |         | PP        |
| 2015-2019 | Javier Tomé de Diego      |         | PSOE      |

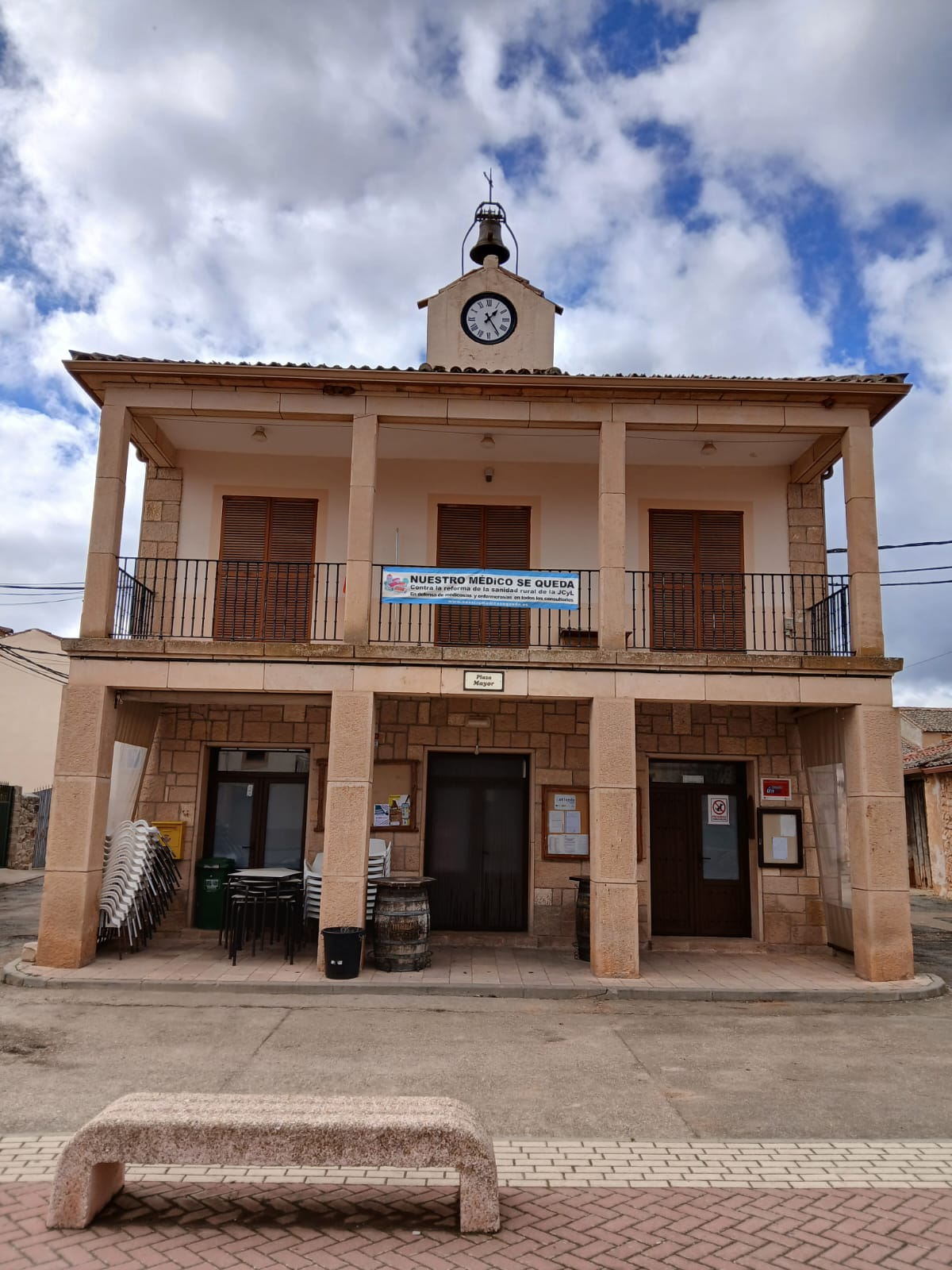
Casa consistorial

| 2019-2023 | Eva Mª González Rodríguez |         | PSOE      |
| 2023-act. | Eva Mª González Rodríguez |         | PSOE      |

Elecciones a la Diputación Provincial
El municipio pertenece al distrito electoral del partido judicial de Riaza en la Diputación Provincial de Segovia.

## Patrimonio

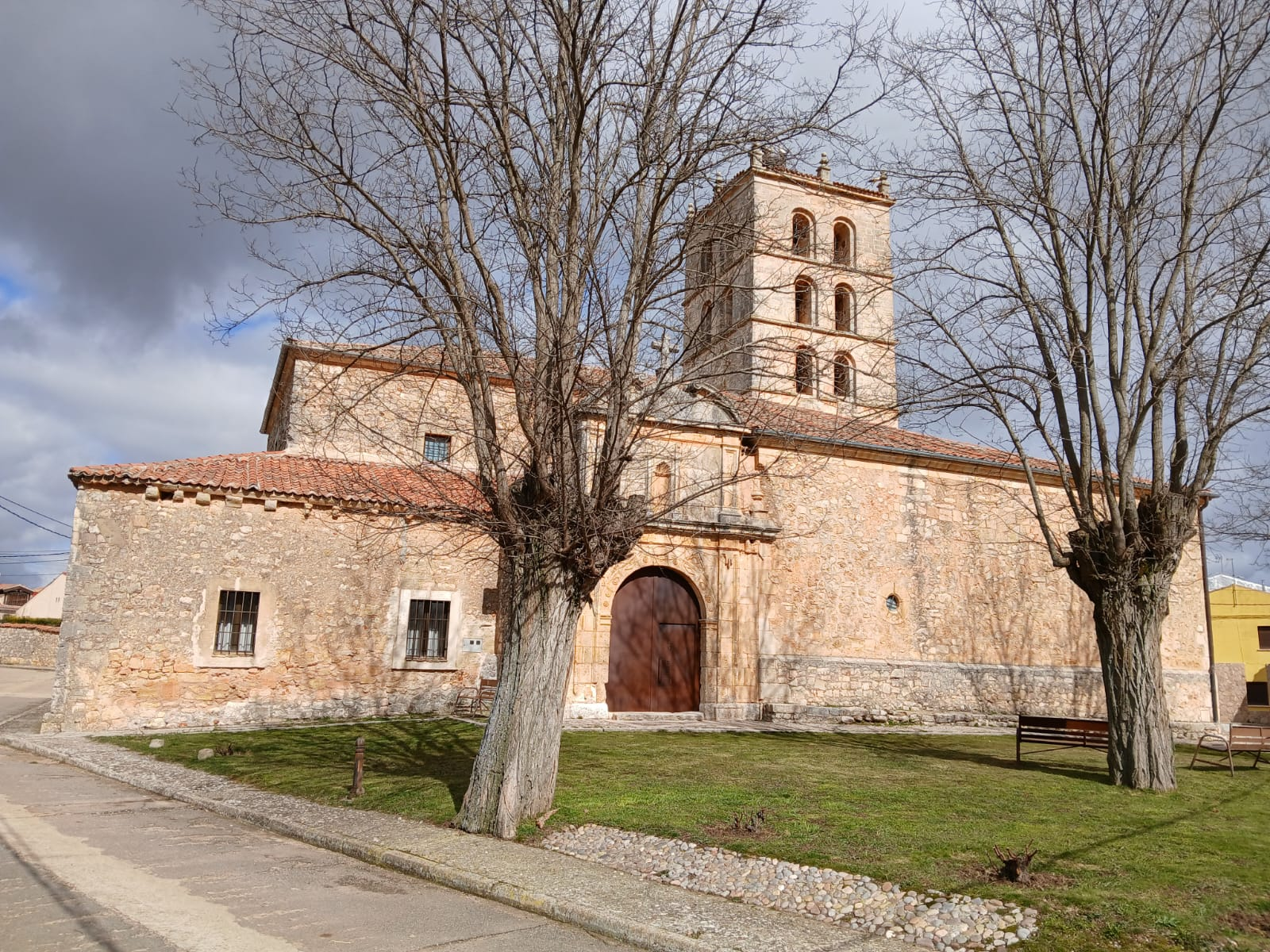
Iglesia de Nuestra Señora de la Asunción

Entre sus construcciones destaca la torre de la iglesia, de planta cuadrada y aproximadamente 25 metros de altura, construida con sillares de piedra caliza y anexa al edificio parroquial.

## Fiestas
Las fiestas patronales se celebran los días 15 y 16 de agosto en honor de la Asunción y de San Roque.